# Libnotes nerissa
Libnotes nerissa là một loài ruồi trong họ Limoniidae. Chúng phân bố ở miền Australasia.